# 拉東尼亞 (阿拉巴馬州)
拉東尼亞（英語：Ladonia）是一個位於美國阿拉巴馬州拉塞爾縣的非建制地區和人口普查指定地區。根據2010年美國人口普查，該地人口為3142人，而該地的面積約為8.13平方千米。

## 地理
拉東尼亞的座標為32°27′56″N 85°05′20″W / 32.46556°N 85.08889°W，而該地最高點為海拔高度143米（即469英尺）。